# Human Jerky
Human Jerky är det amerikanska death metal-bandet Cattle Decapitations första EP, släppt som CD och 12" vinyl 1999 av skivbolaget Satan's Pimp. 
En remastrad utgåva lanserades 2011 som CD av skivbolaget Three One G. Samma skivbolag utgav en ytterligare utgåva 2014.

## Låtförteckning
1. "Cloned for Carrion" – 1:02
2. "Parasitic Infestation (Extracted Pus, Mistaken for Yogurt and Gargled)" – 0:41
3. "Unclogged and Ready for Spewage" – 0:34
4. "Gestation of Smegma" – 0:47
5. "Mute Rain" – 0:44
6. "Flesh-Eating Disease (Flu-Like Symptoms of E-Coli with Complete Digestive Shutdown)" – 0:47
7. "Decapitation of Cattle" – 0:02
8. "Constipation Camp" – 0:59
9. "Intro to Carnage" – 0:41
10. "Cream of the Crop" – 0:52
11. "Mad Cow Conspiracy (Bloated Bovine-Home to the Flies and Anthrax Spores)" – 0:30
12. "Veal and the Cult of Torture" – 0:39
13. "Stench from the Dumpster" – 0:43
14. "Body Snatcher (Viscera Intact-Ripe for Devourment)" – 0:18
15. "Roadkill Removal Technician" – 0:46
16. "Bovine, Swine, and Human-Rinds" – 0:45
17. "Bludgeoned, Beaten, and Barbecued" – 0:29
18. "Colon-Blo" – 4:43

- Text: Travis Ryan
- Musik: David Astor / Gabe Serbian

## Medverkande
Musiker (Cattle Decapitation-medlemmar)
- Travis Ryan – sång
- Gabe Serbian – gitarr
- Dave Astor – trummor